# Metzeresche
Metzeresche (deutsch Metzeresch) ist eine französische Gemeinde mit 988 Einwohnern (Stand 1. Januar 2022) im Département Moselle in der Region Grand Est (bis 2015 Lothringen). Sie gehört zum Arrondissement Thionville.

## Geografie
Metzeresche liegt etwa 13 Kilometer südöstlich von Thionville und 25 Kilometer nordnordöstlich von Metz auf einer Höhe zwischen 189 und 285 m über dem Meeresspiegel. Das Gemeindegebiet umfasst 9,56 km².

## Geschichte
Der Ort gehört seit 1661 zu Frankreich.
Das Gemeindewappen zeigt die früheren Herrschaften von Metzeresche: oben die Herzöge von Lothringen (Alérions), unten die Herren von Hombourg (Sparren).

### Bevölkerungsentwicklung

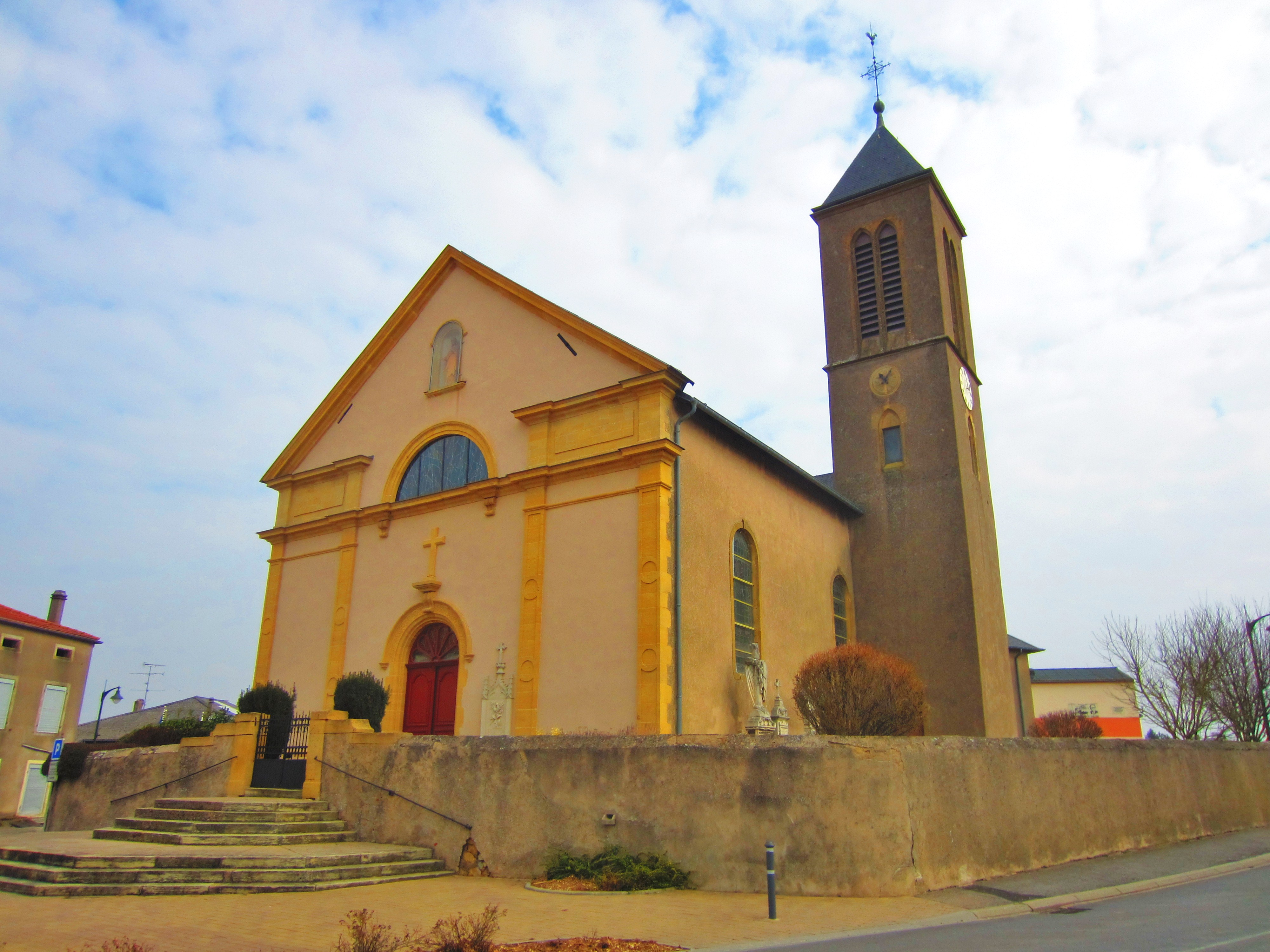
Kirche Saint-Étienne

| Jahr      | 1962 | 1968 | 1975 | 1982 | 1990 | 1999 | 2007 | 2019 |
| Einwohner | 445  | 465  | 507  | 720  | 691  | 674  | 801  | 968  |

## Belege
1. ↑  Wappenbeschreibung auf genealogie-lorraine.fr (französisch)